# Saline Neuhall (Davenstedt)
Die Saline Neuhall bei Davenstedt vor Hannover war eine ab Mitte des 19. Jahrhunderts betriebene Saline zur Erzeugung von Kochsalz.

## Geschichte
Zur Zeit der Industrialisierung im Königreich Hannover gründete sich 1852 die Firma Gebrüder Niemeyer & Co., um in der Nähe von Egestorffshall ein Werk unter der Bezeichnung Neuhall zur Siedesalzerzeugung zu betreiben.
Ebenfalls ab den 1850er Jahren speisten die Quellen der beiden benachbarten Salinen den kleinen Fluss Fösse, wodurch die Hannoveraner im Fössebad in den Genuss von Solebädern kamen.
Um die Gründerzeit des Deutschen Kaiserreichs produzierte die Saline im Jahr 1874 mit neun Siedepfannen bis zu rund 500.000 kg Kochsalz. Im Jahr zuvor war Neuhall 1873 in den Besitz der Aktiengesellschaft Georg Egestorff Salzwerke übergegangen.
Ebenso wie Egestorffshall wurde Neuhall Mitte der 1960er Jahre stillgelegt.

## Archivalien
Archivalien von und über die Saline Neuhall beziehungsweise die Gebrüder Niemeyer finden sich beispielsweise
- im Niedersächsischen Landesarchiv (Standort Hannover) als Akte unter dem Titel Anlage einer Saline durch die Gebrüder Niemeyer in der Feldmark Davenstedt für die Laufzeit von 1852 bis 1853, in der Rubrik Unzünftige Gewerbe – u.a. Mühlen, Aufwartung mit Musik, Gast-, Krug- und Schankwirtschaften, Fabriken, Manufakturen, Archivsignatur NLA HA Hann. 80 Hannover Nr. 09487 (alte Archivsignatur: Br Nr. 154)[3]